# برومازيبام
برومازيبام (بالانجليزية Bromazepam)، التي تباع تحت العديد من الأسماء التجارية البنزوديازيبينات (Benzodiazepine). التي تم اكتشفها من قبل شركة روش في عام 1963 وتمت الموافقة على استخدامه الطبي في عام 1974. 
ويستعمل لعلاج حالات القلق والأرق ويعمل أيضًا على إرخاء العضلات. ويمكن تناوله مع أو بدون طعام٬ الجرعة المسموحة هي 6-30 ملغ يوميا.  وتشمل الآثار الجانبية الأكثر شيوعًا، النعاس والدوخة، مع الأخذ بعين الاعتبار أن ظاهرة النعاس تقل غالبًا عند تكيف الجسم للمستحضر.
برومازيبام، وكما في البنزوديازيبينات الأخرى، ينبغي استخدامها بحذر عند النساء الحوامل، وكبار السن، والمرضى الذين لديهم تاريخ من الكحول أو غيرها من اضطرابات تعاطي المخدرات والأطفال. الدواء قد يسبب الاعتماد الجسدي أو النفسي. بعد استخدام لفترات طويلة، يجب تجنب التوقف السريع، وتقليل الجرعة تدريجيا. ونتيجة لذلك، فهو دواء يخضع للقانون الدولي.

## الاستخدامات الطبية
العلاج على المدى القصير من القلق الشديد. 

## الآثار الجانبية
برومازيبام متشابه في الآثار الجانبية للبنزوديازيبينات الأخرى. الآثار الجانبية الأكثر شيوعًا هي النعاس، وضعف الذاكرة، والدوخة، والهلوسة، وضعف العضلات، واضطرابات الجهاز الهضمي٬ والاضطرابات البصرية أيضا٬ وانخفاض الرغبة الجنسية. 

### الجرعة الزائدة
قد يؤدي الجرعة الزائدة من برومازيبام البنزوديازيبين إلى النعاس، الارتباك، تشوُّش الرؤية، ردود فعل بطيئة، النوم العميق وفِقدان الوعي.

## موانع الاستعمال
تتطلب البنزوديازيبينات احتياطات خاصة إذا استخدمت عند الأفراد والأشخاص الذين يعانون من أمراض نفسية أو مسنين أو حامل أو كحول أو مخدرات. 
- احتمال كبير لظهور آثار جانبيه. لدى كبار السن لذا يجب أن يعالجوا بجرعات أقل من المرضى الأصغر سناً.[13]
- قد يؤثر برومازبام على القيادة والقدرة على تشغيل الآلات. [14]
- برومازيبام عند فئة الحمل D، وهو تصنيف يعني أن برومازيبام يسبب إعاقات عند المولود، في حال أخذت في وقت مبكر من الحمل. يحذر منشور معلومات المنتج هوفمان-لا روش ضد الإرضاع من الثدي أثناء تناول برومازيبام. كان هناك على الأقل تقرير واحد عن متلازمة موت الرضع المفاجئ المرتبط بالرضاعة الطبيعية أثناء تناول برومازيبام. [15][16]

## أسماء العلامات التجارية

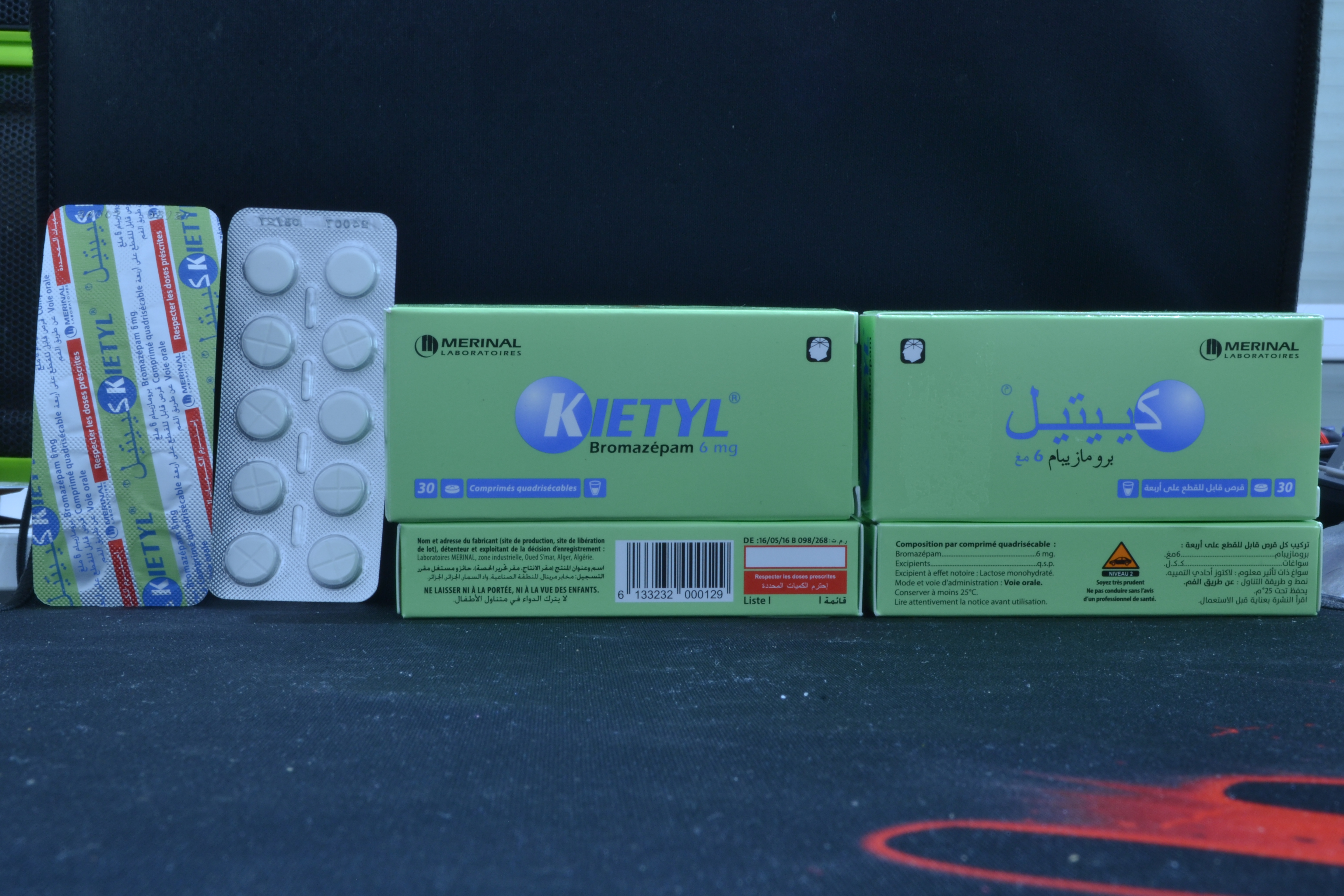
أقراص كييتيل (برومازيبام) 6 مغ.

يتم تسويقه تحت عدة أسماء تجارية، بما في ذلك ليكسوتانيل٬ ليكسوتونيل٬ ليكوستينيل.  وَباسم كييتيل (KIETYL) في الجزائر.

### الوضع القانوني
برومازيبام هو دواء من الجدول الرابع بموجب اتفاقية المؤثرات العقلية. 

## التفاعل
سيميتيدين٬ فلوفوكسامين وبروبرانولول يسبب زيادة ملحوظة في عمر النصف الحيوي القضاء على برومازيبام مما يؤدي إلى زيادة تراكم البرومازبام. 

## الروابط الخارجية
- Bromazepam drug information from Lexi-Comp. Includes dosage information and a comprehensive list of international brand names.
- Inchem - Bromazepam
- LEXOTAN product information leaflet from Roche Pharmaceuticals